# Glamorganshire Canal
Glamorganshire Canal är en kanal i Storbritannien.   Den ligger i riksdelen Wales, i den södra delen av landet, 230 km väster om huvudstaden London.